# Bogotá
Bogotá, néhol Santa Fé de Bogotá, hivatalos nevén Bogotá, D.C. (a D.C. jelentése „Distrito Capital”, vagyis „Fővárosi Kerület”) Kolumbia fővárosa és több mint 7 millió lakosával egyben legnagyobb városa. Kolumbia pénzügyi és politikai központja.

## Földrajz

### Elhelyezkedése
A város észak-déli tengely mentén terül el. Keleten hegyek határolják, a Cerro de Monserrate és a Cerro de Guadalupe csúcsokkal. Ebben az irányban a város épületei olyan magasra kapaszkodnak a hegyoldalakon, amennyire az lehetséges. A város nyugati és északi irányban terjeszkedik. Az északi részen a fejlettebb, modernebb lakóövezet terül el, délen a szegényebb néprétegek laknak. Nyugati irányban vegyesen ipari épületek is találhatók, itt van a repülőtér és a buszpályaudvar is.

### Éghajlat
Bogotá szubtrópusi hegyvidéki éghajlattal rendelkezik, száraz és esős évszakok váltakoznak egész évben. Az átlagos hőmérséklet 14,5 °C.
A legszárazabb hónap a december, január, július és augusztus, a legmelegebb hónap pedig a március. A legcsapadékosabb hónap április, május, szeptember, október és november, ekkor a maximum hőmérséklet 18 °C, a minimum pedig 7 °C. A jégeső nagyon ritka, de az esős évszakban néha előfordulhat, főként októberben. A nappalok az esős évszakban nagyon enyhék, éjszaka pedig kifejezetten hideg a hőmérséklet, gyakori a köd és a szél.
Bár a hőmérséklet viszonylag állandó az év folyamán, az időjárási körülmények mégis változékonyak az El Niño és La Niña időjárási jelenségek miatt.
| Hónap                                                                        | Jan. | Feb. | Már. | Ápr. | Máj. | Jún. | Júl. | Aug. | Szep. | Okt. | Nov. | Dec. | Év   |
| ---------------------------------------------------------------------------- | ---- | ---- | ---- | ---- | ---- | ---- | ---- | ---- | ----- | ---- | ---- | ---- | ---- |
| Rekord max. hőmérséklet (°C)                                                 | 26,4 | 25,2 | 26,6 | 24,4 | 25,0 | 28,6 | 25,0 | 23,3 | 26,0  | 25,1 | 25,6 | 24,4 | 28,6 |
| Átlagos max. hőmérséklet (°C)                                                | 20,2 | 20,3 | 20,4 | 20,1 | 20,0 | 19,2 | 18,6 | 18,8 | 19,2  | 19,5 | 19,6 | 19,9 | 19,6 |
| Átlaghőmérséklet (°C)                                                        | 14,3 | 14,5 | 14,9 | 14,9 | 15,0 | 14,5 | 14,6 | 14,1 | 14,3  | 14,3 | 14,4 | 14,6 | 14,5 |
| Átlagos min. hőmérséklet (°C)                                                | 7,6  | 8,4  | 9,5  | 9,7  | 9,7  | 9,5  | 9,2  | 8,9  | 8,7   | 9,0  | 9,2  | 8,0  | 9,0  |
| Rekord min. hőmérséklet (°C)                                                 | −1,5 | −5,2 | −0,4 | 0,2  | 0,2  | 1,1  | 0,4  | 0,4  | 0,3   | 1,8  | 0,5  | −1,1 | −5,2 |
| Átl. csapadékmennyiség (mm)                                                  | 50   | 68   | 91   | 135  | 120  | 54   | 35   | 45   | 70    | 137  | 127  | 81   | 1013 |
| Havi napsütéses órák száma                                                   | 156  | 128  | 107  | 88   | 83   | 94   | 114  | 117  | 109   | 96   | 103  | 138  | 1333 |
| Forrás: Instituto de Hidrología, Meteorología y Estudios Ambientales (IDEAM) |      |      |      |      |      |      |      |      |       |      |      |      |      |

## Történelem
Bogotát 1538-ban alapította Gonzalo Jiménez de Quesada, és a Santa Fé nevet adta neki szülővárosa után. Aztán rövid idő múlva kapta a Bogotá indián nevet.[forrás?]
A spanyol gyarmati uralom idején az Új-granadai Alkirályság fővárosa volt. Ebből lett a függetlenség kikiáltása után Nagy-Kolumbia. Nagy-Kolumbia szétesésével 1830-ban Kolumbia fővárosa lett Bogotá.
1905-ben a városnak százezer lakosa volt. 1948-ban Bogotában alapították meg az Amerikai Államok Szervezetét.

## Népesség
Bogotának 1951-ben 715 000 lakosa volt, 2005-ben 6,8 millió, 2020-ban 7,7 millió fő.
A város népességének változása:
| Lakosok száma | 16 233 | 28 341 | 121 257 | 235 702 | 715 250 | 1 697 311 | 4 236 490 | 6 778 691 | 7 980 001 | 8 034 649 |
|               | 1775   | 1832   | 1912    | 1928    | 1951    | 1964      | 1985      | 2005      | 2019      | 2024      |

### Etnikumok
68%-uk mesztic, 20%-uk fehér, 10%-uk fekete, mulatt és zambó, 2%-uk indián. 

### Vallások
A lakosság 90%-a római katolikus.

## Közigazgatási beosztása

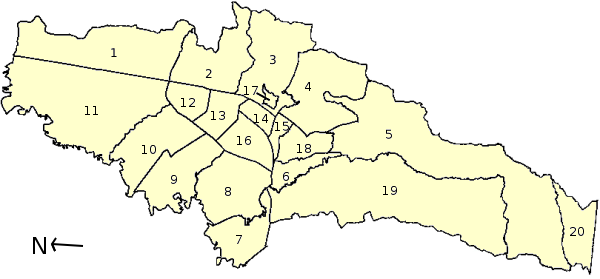
A városban található körzetek:
1: Usaquén, 2: Chapinero, 3: Santafé, 4: San Cristóbal, 5: Usme, 6: Tunjuelito, 7: Bosa, 8: Kennedy, 9: Fontibón, 10: Engativa, 11: Suba, 12: Barrios Unidos, 13: Teusaquillo, 14: Los Mártires, 15: Antonio Nariño, 16: Puente Aranda, 17: La Candelaria, 18: Rafael Uribe, 19: Ciudad Bolívar, 20: Sumapaz

A városban 20 körzet található.
| Bogotá körzetei |               |               |                     |
| Név             | terület (km²) | Lakosság (fő) | népsűrűség (fő/km²) |
| Antonio Nariño  | 4,94          | 98 355        | 19 910              |
| Barrios Unidos  | 11,90         | 176 552       | 14 836              |
| Bosa            | 23,92         | 513 678       | 21 475              |
| Chapinero       | 38,99         | 122 991       | 3154                |
| Ciudad Bolívar  | 129,98        | 706 672       | 5437                |
| Engativa        | 35,56         | 799 747       | 22 490              |
| Fontibón        | 33,26         | 332 312       | 9991                |
| Kennedy         | 38,57         | 1 008 503     | 26 147              |
| La Candelaria   | 1,84          | 27 450        | 14 918              |
| Los Mártires    | 6,55          | 95 541        | 14 586              |
| Puente Aranda   | 17,24         | 282 491       | 16 386              |
| Rafael Uribe    | 13,10         | 385 838       | 29 453              |
| San Cristóbal   | 48,16         | 463 481       | 9624                |
| Santafé         | 44,88         | 107 044       | 2385                |
| Suba            | 100,55        | 823 108       | 8186                |
| Sumapaz         | 780,96        | 5230          | 7                   |
| Teusaquillo     | 14,21         | 126 125       | 8876                |
| Tunjuelito      | 10,28         | 204 367       | 19 880              |
| Usaquén         | 65,31         | 466 060       | 7136                |
| Usme            | 215,56        | 280 886       | 1303                |
| Összesen        | 1635,75       | 7 026 431     | 4296                |

## Közlekedés

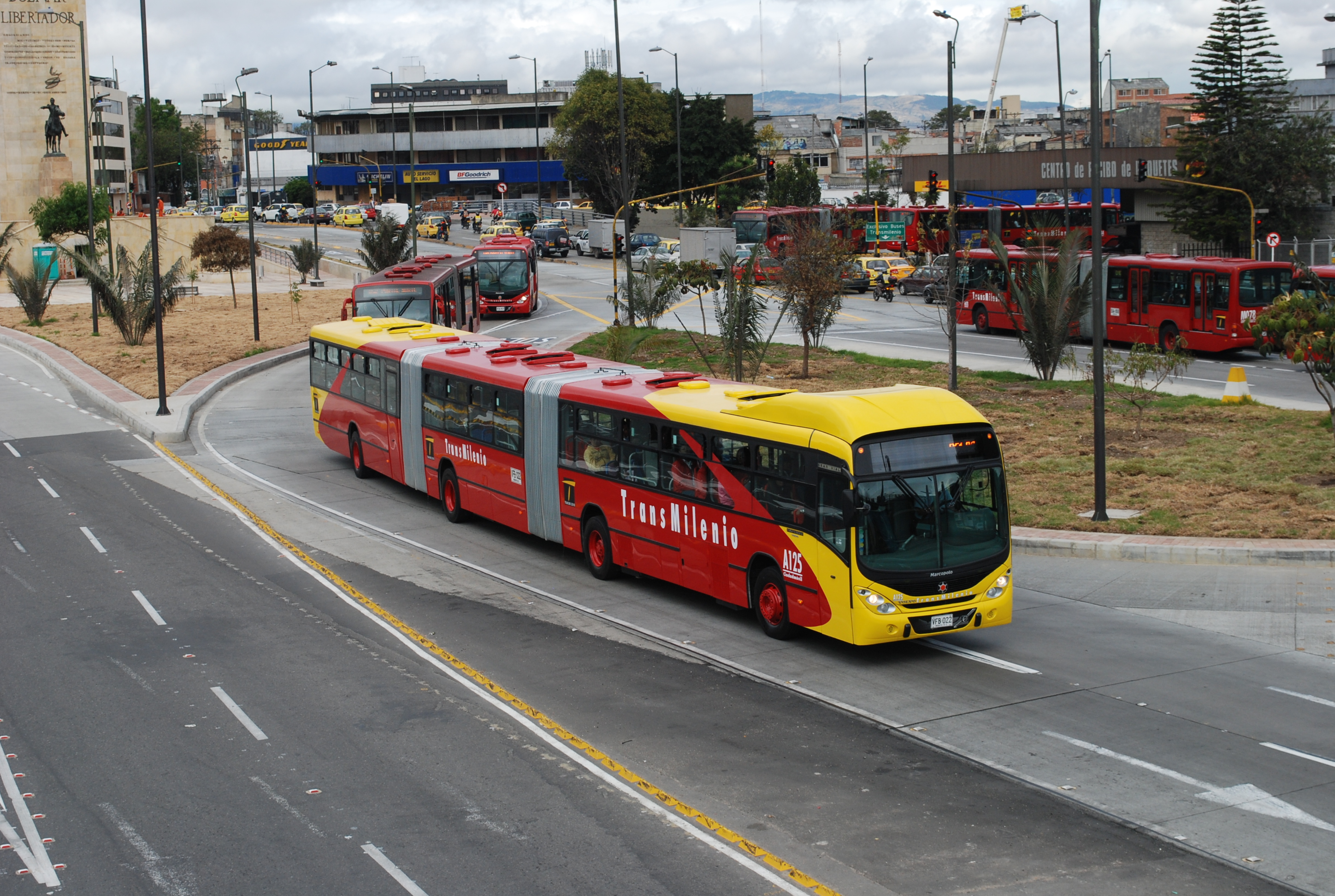
TransMilenio busz

Bogotában nemzetközi repülőtér üzemel (El Dorado), ez Kolumbia fő légiközlekedési csomópontja. A repülőtér a város központjától mintegy 13 km távolságra van. A központba taxival vagy helyi buszjárattal lehet eljutni.
A helyi buszoknak (néhány utcát kivéve) nincs buszmegállójuk, a vezetőnek kell integetni, hogy megálljon. A viteldíj a szélvédőn vagy a busz ajtaján van feltüntetve, és a vonal teljes hosszára érvényes.
A TransMilenio buszai külön sávban közlekednek reggel 5 és éjszaka 11 között. Expresszjáratok is vannak, amik egyes megállókat kihagynak. A TransMilenio környezetvédők körében nagy sikertörténetként van számon tartva, mivel egy 17 km-es metro beruházás helyett és annak árából egy a teljes városra kiterjedő 400 km hosszú, magas peronos megállókkal ellátott buszhálózatot sikerült kiépíteni, emellett maradt pénz közterek és bicikliutak fejlesztésére is.
1955-ben nyílt meg a városból a fölé magasodó Monserrate-hegyre vivő, elsősorban turistákat szállító drótkötélpályás felvonó. Emellett 2018-ban — a TransMilenio hálózatához kapcsolódóan — egy vonalon tömegközlekedési szerepű drótkötélpályás felvonó is megkezdte a működését.

## Kultúra

### Oktatási rendszer

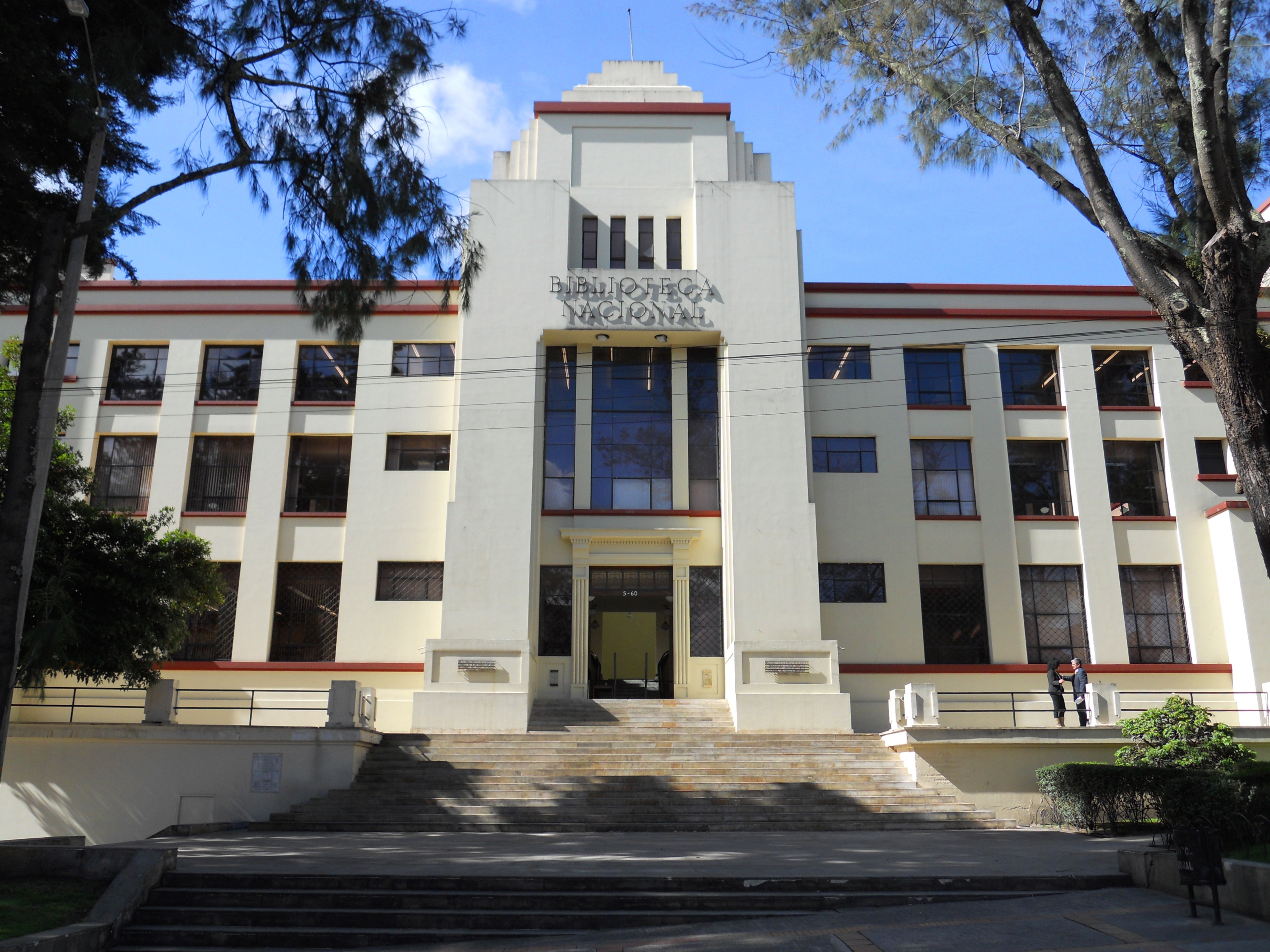
Biblioteca Nacional de Colombia

- Egyetemek: Universidad Externado de Colombia, Universidad Javeriana, Universidad Santo Tomás, Universidad de los Andes, Universidad del Rosario, Universidad Nacional de Colombia
- Biblioteca Nacional de Colombia könyvtár: 1777-ben alapította jezsuita rend. Címe: Calle 24 N° 5- 60
- Biblioteca Luis Ángel Arango könyvtár (címe: Calle 11 # 4 - 14, La Candelaria)

### Színház
A fővárosban számos balett, opera, színházterem van.
A legismertebb zenekar az Orquesta Sinfónica Nacional de Colombia, a város filharmonikusai az Orquesta Filarmónica de Bogotá és a Symphonische Blasorchester „Santafé de Bogotá“. A legnagyobb színházak a Teatro Nacional (Nemzeti színház), a Teatro „Jorge Eliezer Gaitán“ (Városi színház), a Teatro Colón (Kolumbusz színház) és a Teatro „La Candelaria“.

### Múzeumok

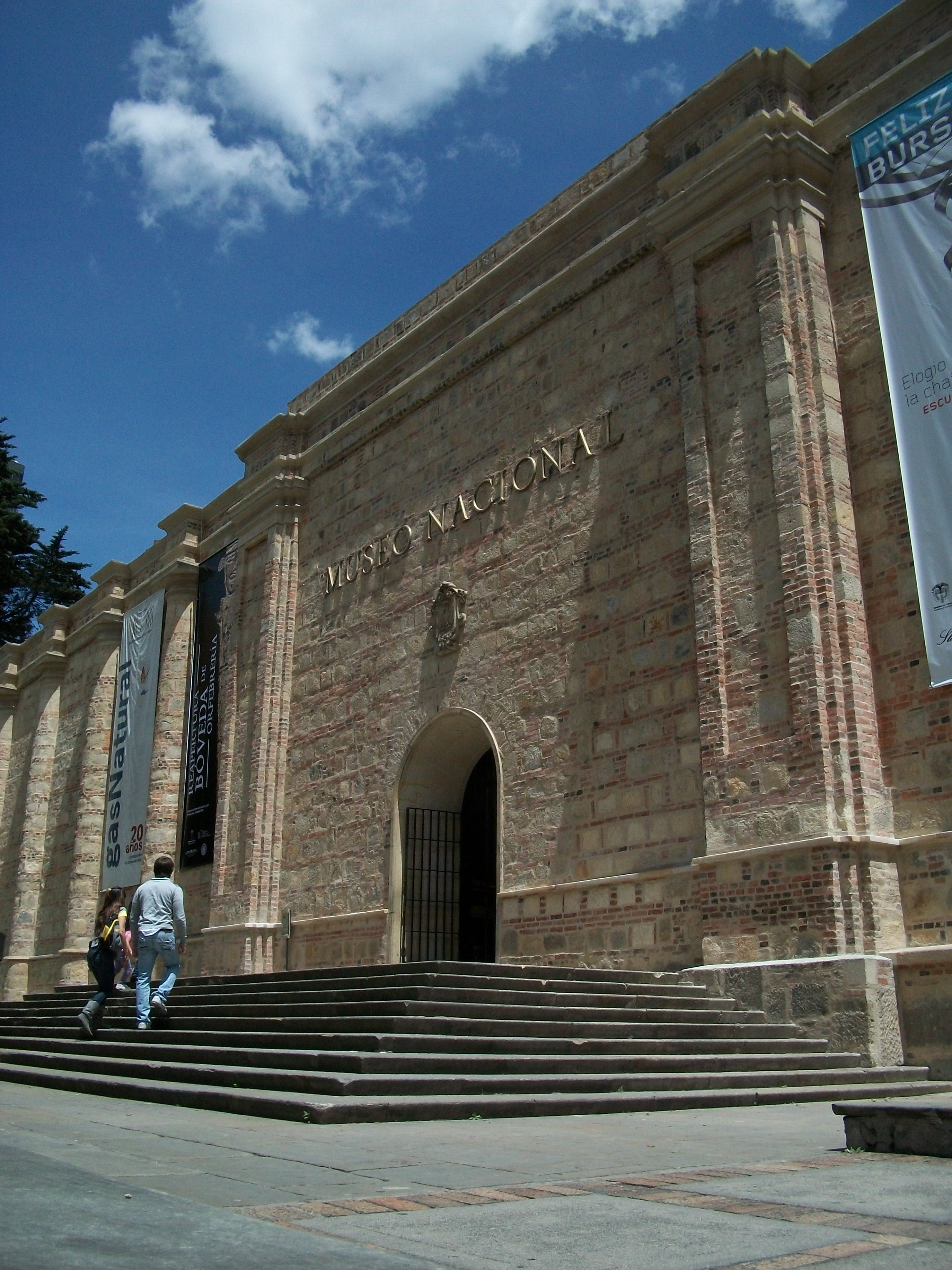
Museo Nacional (Nemzeti múzeum)

- Museo del Oro („Arany múzeum”), Calle 16 No 5-41, nyitva 9-18 óra között, vasárnap 10-16: A spanyol hódítás előtti időből származó 34 ezer aranytárgyat mutat be. Világviszonylatban is egyedülálló.
- Donación Botero (Botero gyűjtemény), Calle 11 No 4-41, a belépés ingyenes, nyitva 9-19 óra között: a gyűjtemény Botero 123 db saját munkáját tartalmazza (festmények, rajzok, szobrok), ezen felül 85 db, más művészektől származó művet (Picasso, Chagall, Miró, Dalí, Renoir, Matisse és Monet).
- Museo Arqueológico („régészeti múzeum”), Carrera 6 No 7-43, nyitva 8:30-17 óra között (H-P), 9:30-17 (Szo), 10-16 (Vas). A spanyol korszak előtti agyagművesség gyűjteménye.
- Museo de Arte Colonial („művészetek múzeuma a gyarmati időkből”), Carrera 6 No 9-77, nyitva 9-17 (H-P), 10-16 (Szo-Vas): figyelemreméltó gyűjtemény a gyarmati időkből, köztük Gregorio Vásquez de Arce y Ceballos (1638–1711) 76 olajfestménye és 106 rajza, aki a gyarmati idők legjelentősebb festője.
- Museo Nacional (Nemzeti múzeum), a városközpont északi részén található, Carrera 7 No 28-66, nyitva 10-17:30 (K-Vas): egy régi börtönben rendezték be. Betekintést nyújt a kolumbiai történelembe az első telepesektől kezdve a modern időkig. Történelmi tárgyak, fényképek, térképek, festmények, leletek, fegyverek, múmiák.
- Museo de Arte Moderno („kortárs művészetek múzeuma”), Calle 24 No 6-00, nyitva 10-18 (K-Szo), 10-15 (Vas): gyakran változó, időszaki kiállítások hazai és nemzetközi művészek alkotásaiból.
- Quinta de Bolívar, Calle 20 No 2-91, nyitva 9-16:30 (K-P), 10-15:30 (Szo-Vas): Simón Bolívar részére ajándékozott régi vidéki ház. Dokumentumok, térképek, fegyverek, egyenruhák és Simón Bolívar személyes holmijai.

### Templomok

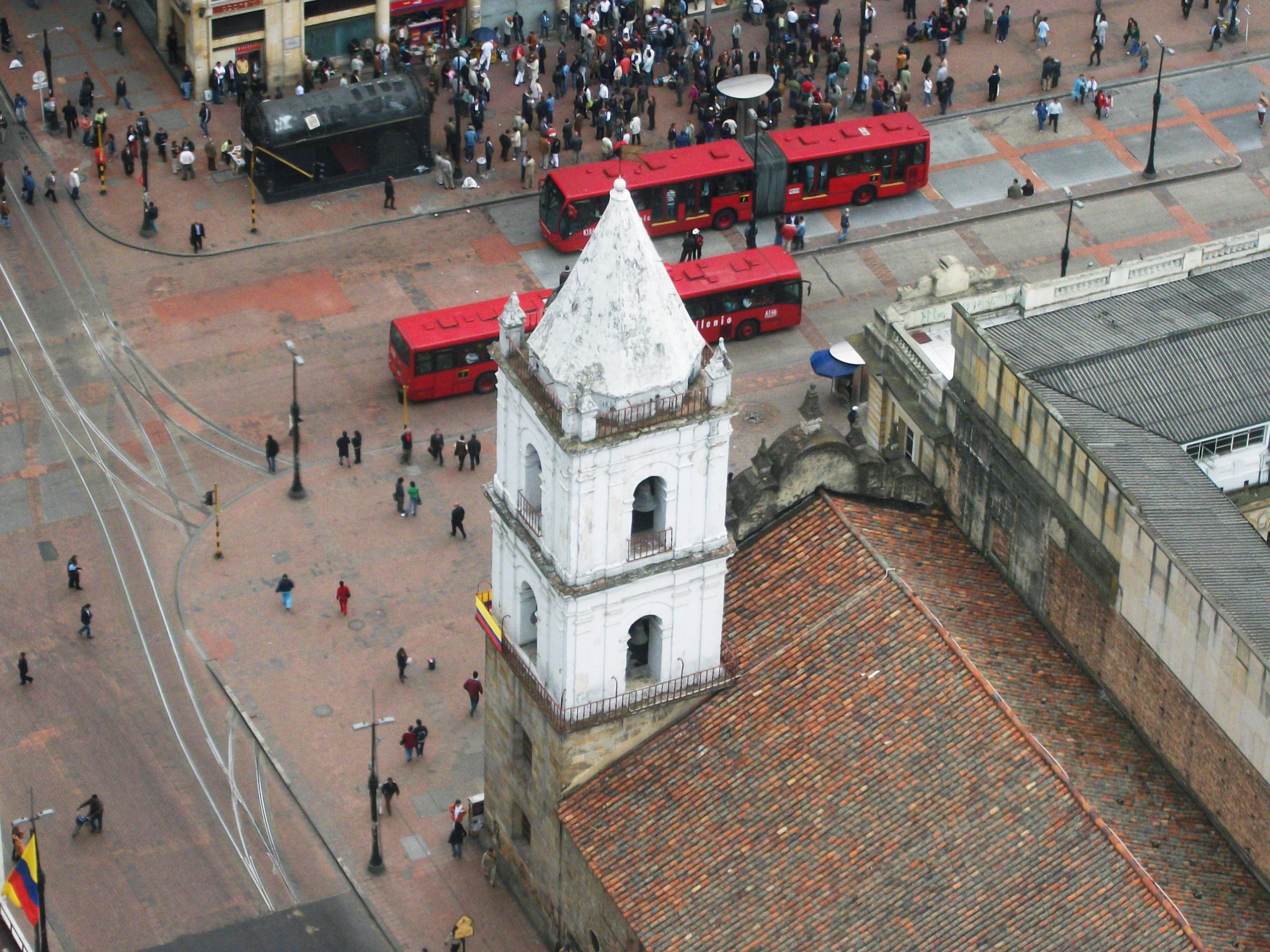
Iglesia de San Francisco

Bogotában sok templom található a 17-18. századból. Ezek kívülről nem igazán mutatósak, belülről azonban gazdagon díszítettek.
- Iglesia de Santa Clara (Szent Klára templom) (1619–1630), Carrera 8 No 8-91, nyitva 9-17 (K-P), 10-16 (Szo-Vas): jelenleg múzeumként működik. A teljes falfelületet festmények borítják (kb. 100 db), szentek szobrai, és oltárok a 17.-18. századból.
- Iglesia de San Francisco: gazdagon díszített szentély
- Iglesia de la Concepción, Calle 10 No 9-50: „mudejar” pince
- Iglesia de San Ignacio, Calle 10 No 6-35: mérete és értékes művészeti gyűjteménye kiemeli a többi közül.
- Iglesia de San Diego, Carrera 7 No 26-37: tipikus vidéki templom, ami valamikor a városon kívül állt, ma magas házak veszik körül.

## Turistainformációk

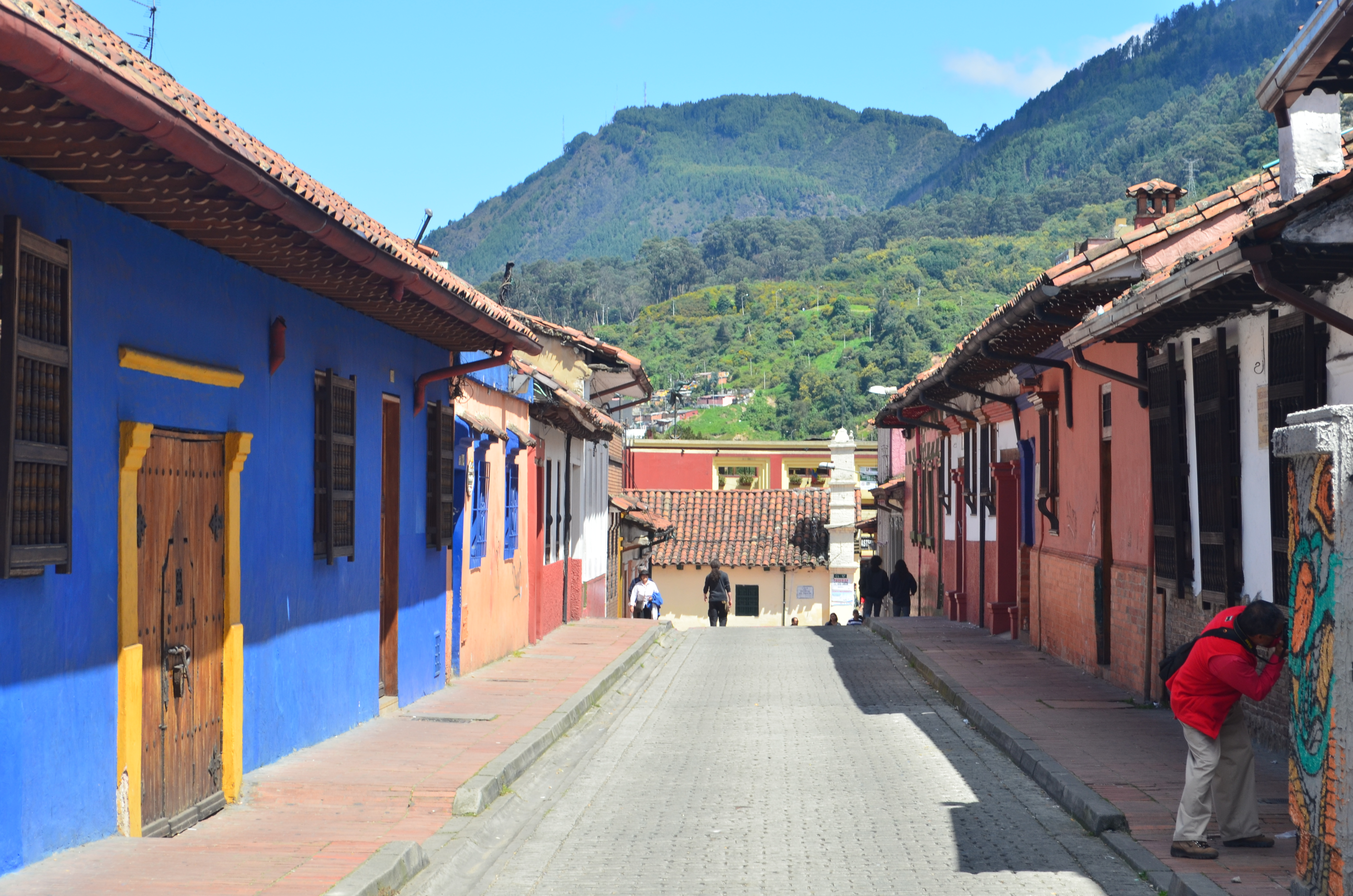
La Candelaria

Bogotá fő vonzereje a La Candelaria, az 1500-as években alapított óváros, ahol sok kávézó, vendégház és történelmi emlék található. Sokszínű kulturális és művészeti élete sok látnivalóval kecsegtet. Ezek többsége a város központja körül található, és gyalogosan bejárható. A város több napos elfoglaltságot biztosít a turistáknak. Itt viszonylag olcsó szállásokat lehet találni, az északi részben a modernebb és drágább hotelek találhatók. Étkezni sok helyen és viszonylag olcsón lehet, a legtöbb étterem a Carrera 7 mentén található.
Az utcákat számozással jelölik, pl. Carrera 7 („7-es út”), Calle 10 („10-es utca”), stb., ezután áll a házszám (pl. No 9-50). Az utcanevekben található „A” betű két utca közötti elhelyezkedést jelent (pl. a Carrera 7A a Carrera 7 és Carrera 8 utcák között van).
Bogotá északi része modern kerület, ez éles ellentétben áll a déli résszel.
A város 2600 m-es tengerszint feletti magassága kezdetben szédülést okozhat.
A város átlaghőmérséklete 14 °C egész évben, hűvös éjszakákkal és meleg nappalokkal. A száraz évszakok decembertől februárig, illetve júniustól szeptemberig tartanak.
Bogotá központi részén rengeteg helyen található internet-elérés, amik nem ingyenesek ugyan, de megfizethetőek.
A bankok az ország más részein működő bankoktól eltérően vannak nyitva: hétfőtől csütörtökig 9 és 15 óra között, pénteken 9 és 15:30 között. A legtöbb banknak van pénzkiadó automatája (ATM).
A város központi és északi része idegenek számára is biztonságosnak tekinthető. Éjszaka azonban nem tanácsos egyedül mászkálni sötét helyeken. Hosszabb út esetén hívjunk taxit, illetve maradjuk a jól megvilágított főbb utakon.

### Látnivalók

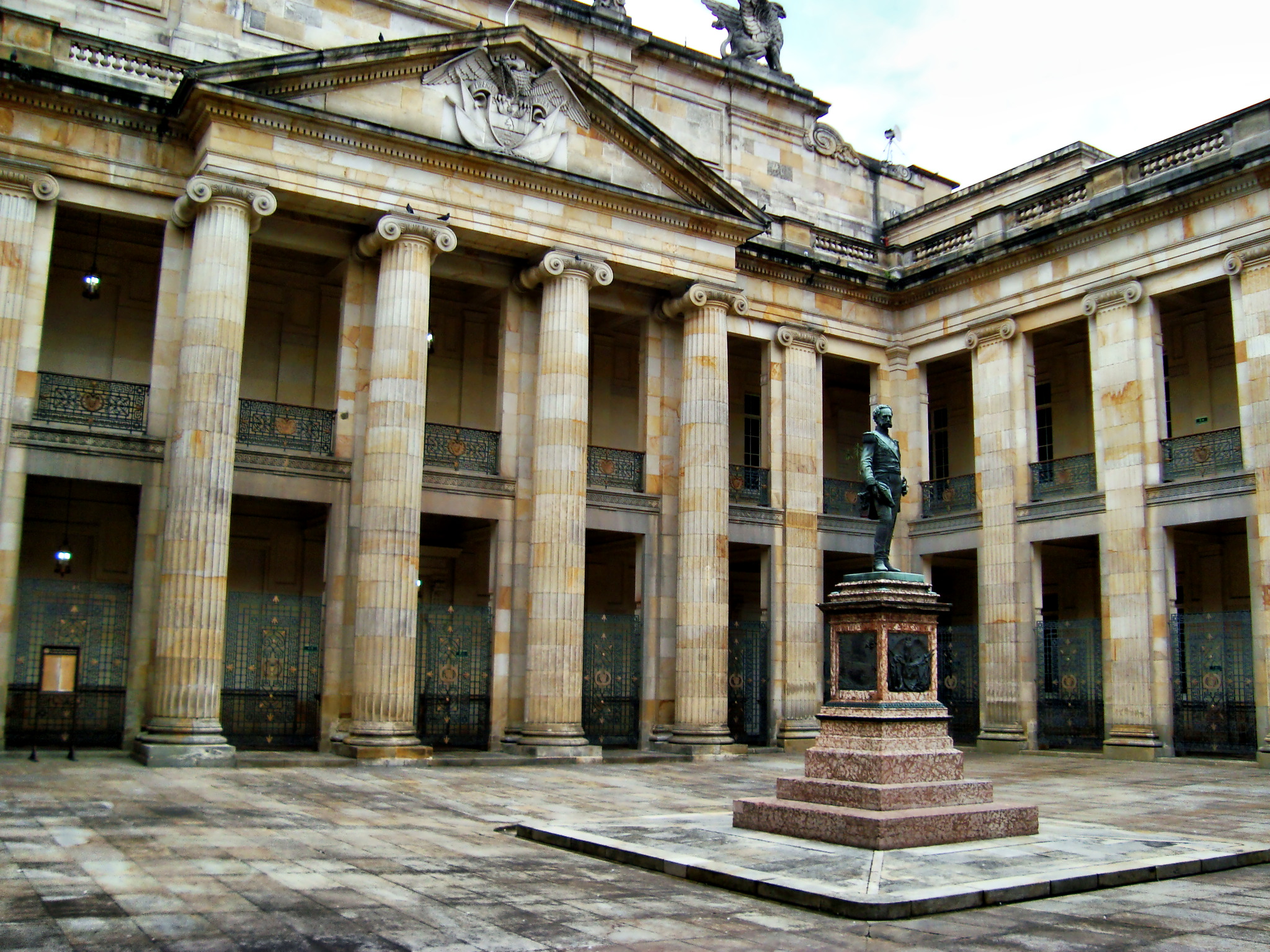
Capitolio Nacional

A város történelmi központjának a Bolívar tér tekinthető. Körülötte mindenféle stílusban találhatók épületek. A tér déli oldalán látható a klasszikus görög stílusú Capitolio Nacional, amiben a képviselők üléseznek.
Vele szemben van az Igazságügyi palota. A tér nyugati oldalán található a francia stílusú Alcaldía, a polgármester irodája, az északnyugati oldalon pedig a polgármesteri hivatal (Liévano-palota). A keleti oldalon van a neoklasszicista stílusú Catedral Primada, ami Bogotá legnagyobb temploma (1823-ban fejezték be az építését). Mellette látható a Capilla del Sagrario, az egyetlen gyarmati épület.
A tértől keletre többnyire a gyarmati időkből származó épületek találhatók, bár ezek között modern épületek is vannak. A legjobban megőrzött területek a Calles 9 és 13 közötti és a Carreras 2 és 5 közötti utcák. Itt természetesen még sok hasonló látnivaló akad, amit a turista maga felfedezhet. A közelben áll a San Carlos-palota is.
Bogotában rengeteg múzeum található. A múzeumok minden hónap utolsó vasárnapján ingyenesen látogathatók, azonban ilyenkor nagy tömegre kell számítani.

### Fesztiválok
- Festival Iberoamericano de Teatro: színházi fesztivál, amin latinamerikai társulatok vesznek részt. Minden páros évben tartják március-áprilisban.
- Festival de Cine de Bogotá: Bogotá filmfesztiválja, amin latinamerikai filmek vesznek részt, erős válogatás után.
- Expoartesanías: kézműves vásár, decemberben tartják, az egész országból érkeznek ide kézművesek és népművészek, akik portékáikat árulják.

### Szabadidős tevékenységek

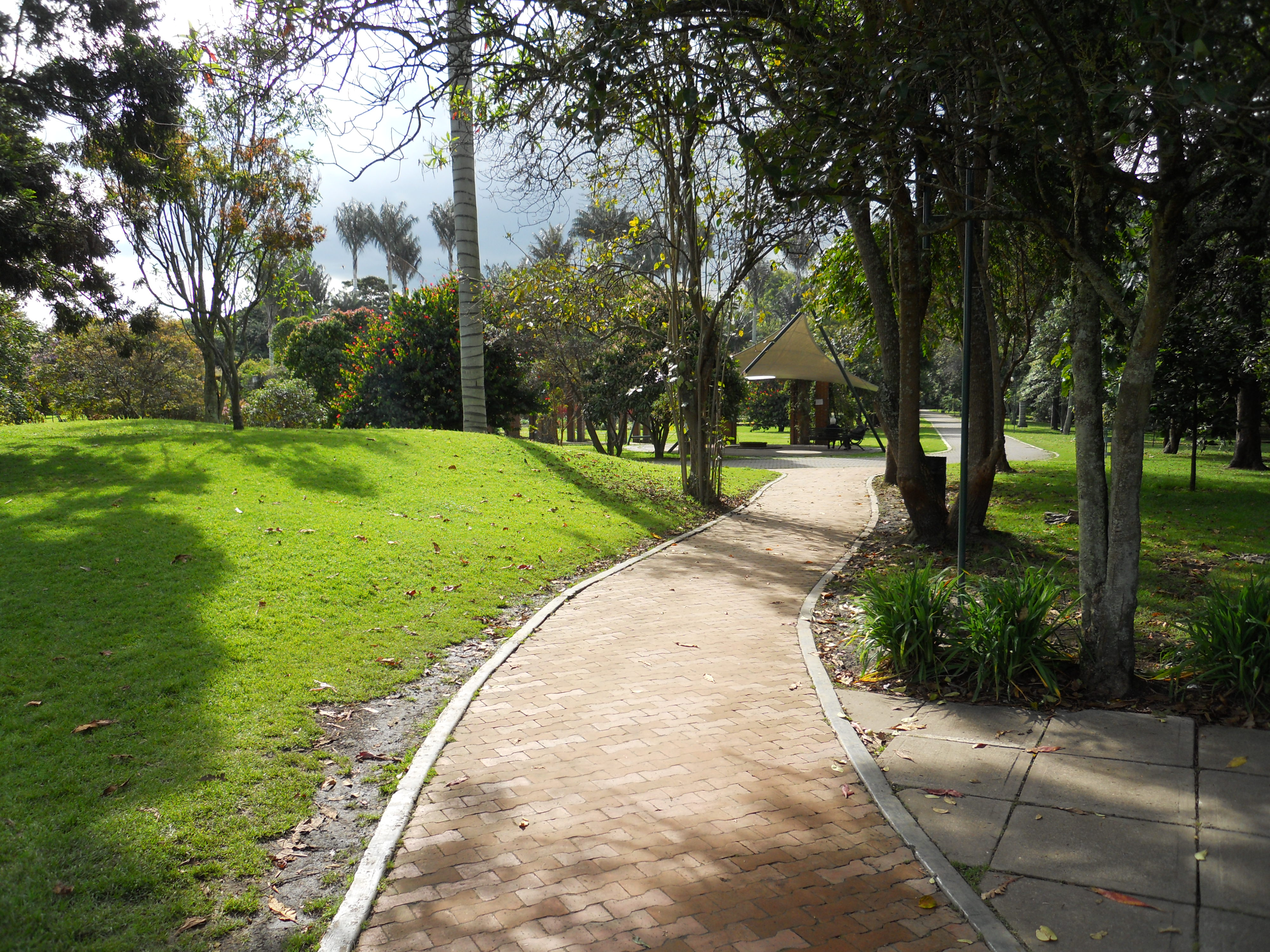
José Celestino Mutis botanikai kert

- A város látképe a tőle keletre fekvő Cerro de Monserrate csúcsról tekinthető meg. Ide akár gyalogosan is fel lehet menni kb. 1 órás sétával (érdemes vasárnap menni, mert hétköznap a környék nem biztonságos). Megközelíthető továbbá kábelkocsival (lanovka, teleférico), ami 15 percenként jár 9:30-tól éjfélig (H-Szo), 6-17 (Vas). Siklóval is lehet menni, de ez csak vasárnap és ünnepnapokon jár 6-18 óra között.

A csúcs közelében található a Señor Caído templom, aminek sok csodát tulajdonítanak.
Maga a csúcshoz vezető út a városközponttól nincs nagy távolságban, gyalog is megközelíthető, de lehet busszal is menni („Funicular” jelzéssel).
- Vasárnap bolhapiacot tartanak a Parque de las Periodistas parkban (a La Candelaria közelében).
- Jardín Botánico José Celestino Mutis, Calle 57 No 61-13, nyitva 8-17 (H-P), 9-17 (Szo-Vas): botanikai kert. A hazai, de különféle éghajlati zónákból származó virágok és növények egy része a szabadban, más részük üvegházban található. A repülőtéri buseta vagy colectivo a közelben áll meg.
- Maloka, Carrera 68D No 40A-51, nyitva 8-18 (H-Cs), 9-19 (P-Vas): a kontinens talán legnagyobb és legjobb, modern, interaktív tudományos-technikai bemutató központja. Tematikus kiállításain a világűr, az ember, a technológia, a víz témája látható. Itt van továbbá a Cine-Domo mozi is. A repülőtéri buseta vagy colectivo a közelben áll meg.

### Éjszakai szórakozás
A város rengeteg éjszakai szórakozóhellyel rendelkezik. A zenei stílusok közül megtalálhatók itt a salsa, a hiphop, a szamba, a rock, a reggae és a tangó. Ezek közül talán legnépszerűbb a helyiek körében a salsa. Léteznek a diszkóstílus helyi változatai is, amit itt a salsotecas nevű táncos szórakozóhelyeken művelnek.
Az aktuális műsorok és programok a helyi El Tiempo újság szórakozással foglalkozó oldalain olvashatók.
Bogotában aktív a homoszexuális és leszbikus élet.

### Látnivalók a város közelében
- Zipaquirá (lakosság: 70 ezer): legnagyobb látványossága a sóbányában kialakított „só-katedrális”. Nyitva 9-16:30 (K-Vas). A nyilvánosság számra 1995-ben nyitották meg. Hossza 78 m, magassága 18 m, egyszerre 8400 ember fér el benne. Tárlatvezetővel látogatható, a túra időtartama kb. 1 óra.

A közelben található a sómúzeum. Nyitva 10-16 (K-Vas). A helyi sóbányászatot mutatja be.
Maga a bánya Zipaquirá központjából 15 perces sétával elérhető.
A helyszín Bogotából busszal közelíthető meg, az út 1,25 óra, a buszok kb. 10 percenként járnak, a TransMilenio északi buszpályaudvaráról indulnak (Portal del Norte). Bogotá központjából ez busszal 40 perces út.
A város másik megközelítési lehetősége a „Turistren” vasút, ami lassan megy ugyan, de az utasok szórakoztatására zenekarok állnak rendelkezésre. A vonat csak hétvégeken és ünnepnapokon közlekedik. A hangulathoz a gőzmozdony is hozzájárul. A vonat a Sabana állomásról indul 8:30-kor (Calle 13 No 18-24) és röviden megáll az Usaquen állomáson is 9:20-kor (Calle 100 - Carrera 9A). A vonat visszafelé 14 órakor indul. A nagy érdeklődés miatt érdemes egy nappal korábban megvenni a jegyet.
- Villa de Leyva (lakosság: 13 ezer): a várost a gyarmati épületei miatt 1954-ben nemzeti örökségnek nyilvánították, gyakorlatilag nincsen modern épület a kisvárosban. A várost 1572-ben alapították. Klímája egészséges, enyhe és száraz. A bogotaiak kedvelt hétvégi kirándulóhelye.

Látnivalók:
Plaza Mayor
Iglesia del Carmen
Museo del Carmen
Casa Museo de Luis Alberto Acuña (a Plaza Mayornál)
Museo Paleontológico
szombati piac (a Plaza Mayortól 3 saroknyira délkeletre)
Lovaglásra vagy biciklizésre is van lehetőség.

## Sport

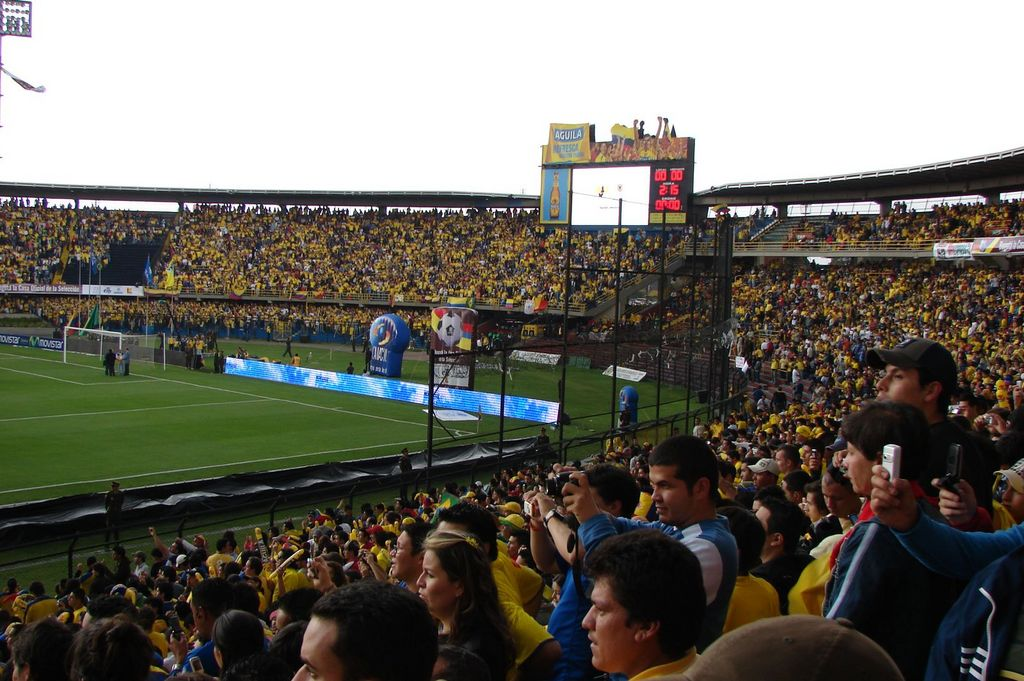
Stadion Bogotában

Kolumbiában népszerű sportágak: labdarúgás, kerékpározás, bikaviadal (corrida); a baseball csak a karibi tengerpart mentén. A bikaviadal szezonja januárban tetőzik, amikor meghívják Spanyolországból a legjobb matadorokat.

## A város szülöttei
- Andrés Pastrana volt kolumbiai elnök
- Ernesto Samper volt kolumbiai elnök
- Luis Concha Córdoba, Bogotá katolikus érseke
- Juan Pablo Montoya volt Formula–1-es versenyző
- Catalina Sandino Moreno színésznő
- Julián Arango színész (Betty, a csúnya lány: Hugo Lombardi)
- Ana María Orozco színésznő (Betty, a csúnya lány: Betty Solano)
- Jorge Enrique Abello színész (Betty, a csúnya lány: Armando Mendosa)

## Testvértelepülések
- Buenos Aires, Argentína
- Rosario, Argentína
- Caracas, Venezuela
- Medellín, Kolumbia
- Miami, USA
- Szöul, Dél-Korea